# 荏弱毛茛
荏弱毛茛（学名：Ranunculus munroanus）为毛茛科毛茛属下的一个种。

## 扩展阅读
維基物種上的相關：荏弱毛茛